# سهره سبز بونین
سهره سبز بونین (نام علمی: Chloris kittlitzi)، که همچنین به عنوان سهره سبز اوگاساوارا شناخته می‌شود، یک پرنده گتجشک‌سان کوچک از خانواده سهرگان (Fringillidae) است که در جزایر اوگاساوارای ژاپن، جایی که در جزایر بونین و جزایر آتشفشانی یافت می‌شود، بوم‌زاد است. در گذشته به عنوان زیرگونه‌ای از سهره سبز کلاه‌خاکستری (C. sinica) در نظر گرفته می‌شد و هنوز برخی از مقامات آن را چنین می‌دانند، اما تجزیه و تحلیل سال ۲۰۲۰ نشان داد که احتمالاً نشان‌دهنده گونه‌ای متمایز است که حدود ۱٫۰۶ میلیون سال پیش از C. sinica فاصله گرفته‌است. کنگره بین‌المللی پرنده‌شناسی اکنون آن را به عنوان یازدهمین گونه بومی ژاپن (در کنار قرقاول مسی (Syrmaticus soemmerringii)، یلوه اوکیناوا (Hypotaenidia okinawae)، ابیای آمامی (Scolopax mira)، دارکوب سبز ژاپنی (Picus awokera) تبدیل کرده‌است. دارکوب اوکیناوا (Dendrocopos noguchii)، جیجاق لیدت (Garrulus lidthi)، چشم‌سفید بونین (Apalopteron familiare)، توکای ایزو (Turdus celaenops)، سینه‌سرخ ریوکیو (Larvivora komadori) و سعوه ژاپنی (Prunellabi). کمتر از ۴۰۰ فرد در جمعیت وجود دارد و دولت ژاپن آن را در بحران انقراض تلقی می‌کند که نیاز به حفاظت دارد. طبق گزارش مؤسسه پرنده‌شناسی یاماشینا، از دسامبر ۲۰۲۱، سهره اوگاسوارا در معرض خطر انقراض‌ترین پرنده ژاپن است.

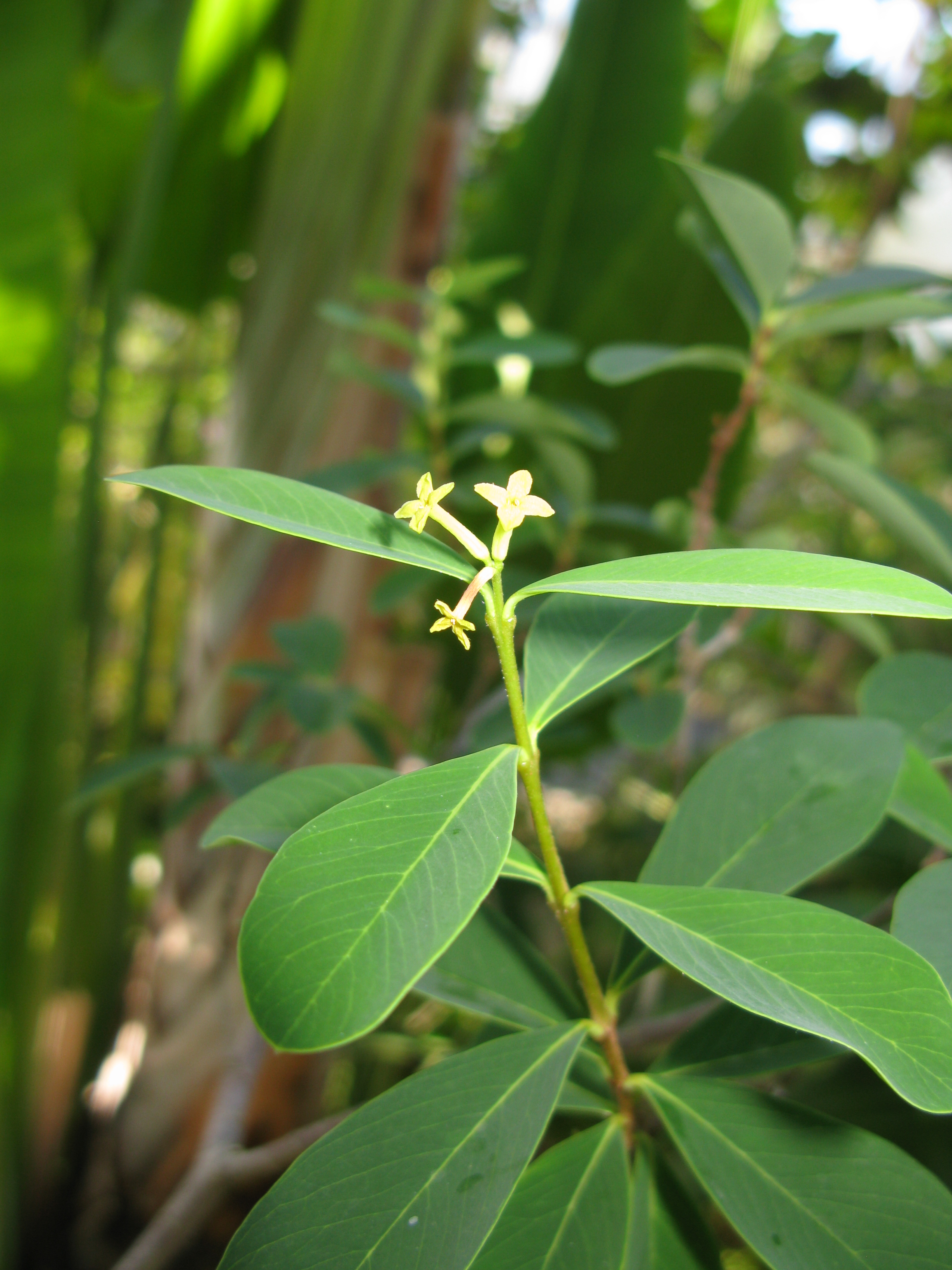
دانه‌هایویکسترومی کاذب منبع غذایی ارجح هستند